# よしもとラジオ高校〜らじこー
『よしもとラジオ高校〜らじこー』（よしもとラジオこうこう らじこー）は、FM大阪で放送されているラジオ番組である。

## 概要
2014年4月1日放送開始。高校をモチーフにしており、10代のリスナーをメインターゲットに、吉本興業（よしもとクリエイティブ・エージェンシー）所属のお笑い芸人が日替わりで担任（番組内では先生と呼ばれる）、芸人をサポートするアシスタントとして、みぃが副担任を務める。番組内ではリスナーを生徒と呼び（学生ではないリスナーも番組に参加可能）、勉強だけではなく、音楽、スポーツ、映画など、さまざまなジャンルから「楽しむ力」＝「楽力（がくりょく）」を向上させていくことをテーマとしている。なお、番組タイトルの「らじこー」は「ラジオ高校」の略で、ラジオ放送をインターネットで同時にサイマル配信（ライブストリーミング）するIPサイマルラジオサービス・Radikoにもかけており、Twitterなどとの連動を行っている。
2018年4月1日の19:00 - 19:55には、『よしもとラジオ高校〜らじこー 5年目突入Special』を放送。水曜日担任・藤崎マーケット、クラス委員・NMB48（川上礼奈・小嶋花梨）、副担任・みぃが担当。

## 放送時間
月曜 - 木曜 21:00 - 21:55
2014年4月7日放送分より、同年4月4日に終了した『ヨシモト*chatterbox!』の後番組としてYES-fmでも聴取可能となった。

### 放送休止・変更
- 2018年3月21日は、民放ラジオ101局特別番組『福山雅治・菅田将暉のWE LOVE RADIO!〜ラジオだから話せることがある。ラジオだから出来ることがある。〜』放送のため休止[6]。
- 2018年6月19日は、2018 FIFAワールドカップ 実況中継 コロンビア×日本放送のため休止[7]。2018年6月17日の19:00 - 19:55に振替放送（事前収録）[8]。
- 2020年3月31日・4月1日は、FM大阪 開局50周年記念 50時間特別番組『LAUGH & MUSIC RADIO』放送のため休止[9]。ただし、3月31日放送の第4部「芸人とアーティストコラボを楽しむ第4部」にみぃ・学天即・天竺鼠、4月1日放送の第9部「笑いと音楽の50年」にみぃ・藤崎マーケット・兵動大樹（矢野・兵動）・シャンプーハットが出演[10][11]。
- 2021年2月23日は、JFN4局ネット特別番組『日本酒造組合中央会 presents 日本酒と音楽のおいしい関係』放送のため休止[12][13]。2021年3月14日の19:00 - 19:55に振替放送（事前収録）[14]。

## 出演

### 現在の出演者
担任
- 隣人（橋本市民球場・中村遊直、2025年7月7日 - ）：月曜[15][16]
- ダブルアート（タグ・真べぇ、2024年4月2日 - ）：火曜[17][18]
- 吉田たち（ゆうへい・こうへい、2024年4月3日 - ）：水曜[19][18]
- 祇園（木﨑太郎・櫻井健一朗、2020年4月2日[20][21] - ）：木曜[22]

副担任
- みぃ（2014年4月1日 - 2021年7月29日[23][24]・2022年1月17日 - ）：月曜 - 木曜[25][26]

クラス委員
- NMB48（2017年4月5日 - ）：水曜
  - 2021年1月までと同年3月以降は週替わりでメンバー2名が出演。2021年2月は週替わりでメンバー5～6名のうち、「NAMBATTLE勝利への道」で勝ち抜いた2名がスタジオに出演[27][28][29][30][31][32]。

### 過去の出演者
担任
- 天竺鼠（川原克己・瀬下豊、2014年4月7日 - 2016年3月28日[33][34]）：月曜
- かまいたち（濱家隆一・山内健司、2014年4月3日 - 2018年3月29日）：木曜[35][36]
- トット（多田智佑・桑原雅人、2018年4月5日 - 2020年3月26日[37]）：木曜[35][38]
- 見取り図（盛山晋太郎・リリー、2016年4月4日 - 2021年10月4日）：月曜[39][40][41][42][43][44][45][46][47]
- ガクテンソク[48]（よじょう[49][50][51][52]・奥田修二、2014年4月1日 - 2023年3月28日）：火曜[53][54][55][56][57][58][59][60]
- ビスケットブラザーズ（きん・原田泰雅、2023年4月4日 - 2024年3月26日）：火曜[61]
- 藤崎マーケット（田崎佑一・トキ、2014年4月2日 - 2024年3月27日）：水曜[62][63][64][65][66][67][68]
- 令和喜多みな実（野村尚平・河野良祐、2021年10月11日 - 2025年6月30日）：月曜[47][69][70][71][72]

臨時担任
- 学天即（2014年10月13日[73]・2021年1月11日[46]・2021年4月7日[67]）
- リリー（見取り図、2015年2月19日[74]）
- 見取り図（2015年10月19日[75]・2020年12月17日[22]）
- トット（2016年10月23日[76][77][78]）
- 和牛（2017年1月9日[41][79][80]）
- 四条和也（学天即、2017年9月7日[81][82]）
- 田中一彦（スーパーマラドーナ、2017年9月7日[81][82]）
- へべれけ（2017年9月20日[83][84]）
- きんめ鯛（2017年9月20日[83][85]）
- ビスケットブラザーズ（2017年9月20日[83][86]）
- 田崎佑一（藤崎マーケット、2017年10月5日[87]）
- トキ（藤崎マーケット、2017年10月12日[88]）
- 奥田修二（学天即、2017年10月12日[88]・2020年1月13日[45]）
- 守谷日和（2017年11月22日・12月6日[62][89][90]）
- 多田智佑（トット、2017年11月29日[62][91]）
- 河井ゆずる（アインシュタイン、2017年12月13日[62][92]）
- おいでやす小田（2017年12月20日[62][93]）
- スマイル（2018年1月8日[42][94]）
- 河野良祐（プリマ旦那、2018年5月22日[55][95][96]・2019年3月12日[56][97][98]）
- ラフ次元（2018年9月19日[63]・2019年5月14日[59]）
- 梅村賢太郎（ラフ次元、2018年11月21日[64][99][100]）
- 天竺鼠（2019年4月9日[58]）
- ツートライブ（2019年9月18日[66]）
- 金属バット（2019年10月10日[38]）
- よじょう（学天即、2019年12月23日[44]）
- 桑原雅人（トット、2019年12月23日[44]）
- 西森洋一（モンスターエンジン、2020年1月13日[45]）
- 祇園（2020年3月10日[60]）
- 藤崎マーケット（2020年12月24日[22]）
- ネイビーズアフロ（2021年9月29日[68]）
- 堀川絵美（2023年2月28日[71]）
- 櫻井健一朗（祇園、2023年3月6日[71]）
- 田津原理音（2023年3月13日[71]）
- 木﨑太郎（祇園、2023年3月20日[71]）
- ドーナツ・ピーナツ（2023年3月27日[71]）
- みながわ（ネイビーズアフロ、2023年4月3日[71]）
- ヒューマン中村（2023年4月10日[71]）
- 今井らいぱち（2023年4月17日[71]）

臨時副担任
- 岩田泉未（2015年7月13日[101]）
- 高橋春美（2015年7月14日[101]）
- 小早川秀樹（2015年7月15日[101]）
- 珠久美穂子（2015年7月16日[101]・2016年12月29日[102]）
- 大須賀健剛（セルライトスパ、2016年12月27日[103][104]・2017年1月3日[105][102]）
- 前田彩名（2016年12月28日[102][106]）
- 兎（ロングコートダディ、2018年10月29日[107][108]）
- 高見雄登（当時ヒガシ逢ウサカ、2018年10月30日[107][109]）
- 弥園綾奈（2018年11月1日[107][110][111]））
- 堀詩音（NMB48、2020年10月12日[112]）
- 加藤夕夏（NMB48、2020年10月13日[112]）
- 小嶋花梨（NMB48、2020年10月15日[112]）
- 堀川絵美（月曜・火曜、2021年8月2日 - 2022年1月11日・2023年4月17日・2023年4月18日）[24][113][23][114][115]
- 谷山美香（水曜・木曜、2021年8月4日 - 2022年1月13日・2023年3月23日）[24][116][114][26]

臨時クラス委員
- 岸野里香（Over The Top、2017年11月22日[117]）

教育実習生
- 2016年3月7日から3月10日までの教育実習期間中、和牛・アインシュタイン・見取り図・トットの4組が番組内で自己PRや授業の展望、特技などをアピール。3月14日放送では4組が出演し、最後のアピールを行った[118]。その上で生徒からの投票が多かった組に1ポイント、担任8名と副担任のみぃの票が各1ポイント加算され、合計ポイントの多かった組が、天竺鼠の後任となる月曜日の新担任に決定[33][119]。3月21日放送で結果発表が行われ、見取り図が新担任に決定した[39][120]。

| 教育実習生       | 生徒 | 瀬下 | 川原 | 奥田 | 四条 | 田崎 | トキ | 山内 | 濱家 | みぃ | 合計 |
| ---------------- | ---- | ---- | ---- | ---- | ---- | ---- | ---- | ---- | ---- | ---- | ---- |
| 和牛             |      |      |      |      |      |      |      |      |      |      | 0    |
| アインシュタイン |      |      |      |      |      |      |      |      |      |      | 0    |
| 見取り図         | ○    | ○    |      | ○    | ○    | ○    |      | ○    | ○    | ○    | 8    |
| トット           |      |      |      |      |      |      | ○    |      |      |      | 1    |

- 2016年9月22日に開催された「よしもとラジオ高校 らじこーフェス!〜中央公会堂で特別授業〜」の中で、トット・アインシュタイン・見取り図の3組によるネタバトル「月曜日を奪え!教育実習生の挑戦」を実施（和牛は別の仕事のため不参加。メッセージVTRが上映された）。番組プロデューサーの審査により、トットが選ばれ、見取り図に代わって月曜日の授業を一回担当することとなった[122][76]。

### シャッフルらじこー
- 2018年1月1日放送分から1月4日放送分まで、特別企画『らじこーシャッフル』として放送。事前収録[123]。
  - 2018年1月1日：見取り図リリー・藤崎マーケット田崎[124]
  - 2018年1月2日：学天即つくね・見取り図盛山[125]
  - 2018年1月3日：藤崎マーケットトキ・かまいたち山内[126]
  - 2018年1月4日：かまいたち濱家・学天即奥田[127]
- 2018年10月18日放送分から10月24日放送分まで、特別企画『ラブラブらじこー』として放送。タイトルは多田が命名。組み合わせは2018年8月17日開催の「よしもとラジオ高校 らじこーフェス!〜真夏の特別授業SP〜」内で決められた。生放送[128]。
  - 2018年10月18日：学天即よじょう・トット桑原[129]
  - 2018年10月22日：藤崎マーケット田崎・見取り図リリー[130]
  - 2018年10月23日：学天即奥田・トット多田[131]
  - 2018年10月24日：藤崎マーケットトキ・見取り図盛山[132]
- 2019年3月2日開催の「らじこーフェス〜5周年だよ！全員集合〜」では「5周年だよ！シャッフルネタ」のコーナーで担任4組によるシャッフルネタが披露された。組み合わせはみぃが引いたくじによって決められた（番号はネタ順）[133]。
  1. 学天即奥田・トット多田（漫才）[134]
  2. 見取り図盛山・トット桑原（漫才）[135]
  3. 見取り図リリー・学天即よじょう・藤崎マーケット田崎（コント）[136]
  4. 藤崎マーケットトキ（ピンネタ）[137]
- 2020年6月1日放送分から5月4日放送分まで、特別企画『らじこーシャッフル』として放送。生放送で各放送日ごとに生徒からテーマメッセージを募集[138]。
  - 2020年6月1日：見取り図リリー・藤崎マーケットトキ[139]「人生で一番ツイてなかったエピソード」[138]
  - 2020年6月2日：学天即奥田・祇園櫻井[140]「私って変? エピソード」[138]
  - 2020年6月3日：藤崎マーケット田崎・学天即よじょう[141]「各曜日＆各担当芸人先生に関する疑問・質問・あるある」[138]
  - 2020年6月4日：祇園木﨑・見取り図盛山[142]「木﨑盛山都市伝説」[138]

### DJみぃの女王様ランキング
2019年3月2日開催の「らじこーフェス〜5周年だよ！全員集合〜」と、2019年10月21日開催の「よしもと大笑い祭り らじこーフェス!vol.5でゴーゴゴー!!」にておこなわれたコーナー。副担任のみぃが独断と偏見で担任の先生をテーマ別にランキング化して発表した。
| あんた男前よね！ランキング         | あんた男前よね！ランキング         | あんた男前よね！ランキング         | あんた男前よね！ランキング         | 付き合ってあげてもいいわよ！ランキング | 付き合ってあげてもいいわよ！ランキング | 付き合ってあげてもいいわよ！ランキング | 付き合ってあげてもいいわよ！ランキング | らじこー愛を感じるわ！ランキング | らじこー愛を感じるわ！ランキング | らじこー愛を感じるわ！ランキング | らじこー愛を感じるわ！ランキング |
| ---------------------------------- | ---------------------------------- | ---------------------------------- | ---------------------------------- | -------------------------------------- | -------------------------------------- | -------------------------------------- | -------------------------------------- | -------------------------------- | -------------------------------- | -------------------------------- | -------------------------------- |
| 1位                                | 田崎                               | 5位                                | リリー                             | 1位                                    | 田崎                                   | 5位                                    | 桑原                                   | 1位                              | 盛山                             | 5位                              | 多田                             |
| 2位                                | 奥田                               | 6位                                | 桑原                               | 2位                                    | 奥田                                   | 6位                                    | 盛山                                   | 2位                              | 奥田                             | 6位                              | 桑原                             |
| 3位                                | 盛山                               | 7位                                | トキ                               | 3位                                    | よじょう                               | 7位                                    | リリー                                 | 3位                              | 田崎                             | 7位                              | よじょう                         |
| 4位                                | 多田                               | 8位                                | よじょう                           | 4位                                    | 多田                                   | 8位                                    | トキ                                   | 4位                              | リリー                           | 8位                              | トキ                             |
| あんた奢ってくれたわね！ランキング | あんた奢ってくれたわね！ランキング | あんた奢ってくれたわね！ランキング | あんた奢ってくれたわね！ランキング | あんたダサイわよ！ランキング           | あんたダサイわよ！ランキング           | あんたダサイわよ！ランキング           | あんたダサイわよ！ランキング           |                                  |                                  |                                  |                                  |
| 1位                                | 奥田                               | 5位                                | トキ                               | 1位                                    | リリー                                 | 5位                                    | 桑原                                   |                                  |                                  |                                  |                                  |
| 2位                                | 田崎                               | 6位                                | 多田                               | 2位                                    | 盛山                                   | 6位                                    | 多田                                   |                                  |                                  |                                  |                                  |
| 3位                                | リリー                             | 7位                                | リリー                             | 3位                                    | トキ                                   | 7位                                    | 田崎                                   |                                  |                                  |                                  |                                  |
| 4位                                | よじょう                           | 8位                                | 桑原                               | 4位                                    | よじょう                               | 8位                                    | 奥田                                   |                                  |                                  |                                  |                                  |

| あんた男前よね！ランキング         | あんた男前よね！ランキング         | あんた男前よね！ランキング         | あんた男前よね！ランキング         | 付き合ってあげてもいいわよ！ランキング   | 付き合ってあげてもいいわよ！ランキング   | 付き合ってあげてもいいわよ！ランキング   | 付き合ってあげてもいいわよ！ランキング   | らじこー愛を感じるわ！ランキング | らじこー愛を感じるわ！ランキング | らじこー愛を感じるわ！ランキング | らじこー愛を感じるわ！ランキング |
| ---------------------------------- | ---------------------------------- | ---------------------------------- | ---------------------------------- | ---------------------------------------- | ---------------------------------------- | ---------------------------------------- | ---------------------------------------- | -------------------------------- | -------------------------------- | -------------------------------- | -------------------------------- |
| 1位                                | 多田                               | 5位                                | 奥田                               | 1位                                      | 多田                                     | 5位                                      | リリー                                   | 1位                              | リリー                           | 5位                              | 田崎                             |
| 2位                                | 田崎                               | 6位                                | 盛山                               | 2位                                      | 田崎                                     | 6位                                      | よじょう                                 | 2位                              | 盛山                             | 6位                              | よじょう                         |
| 3位                                | リリー                             | 7位                                | トキ                               | 3位                                      | 盛山                                     | 7位                                      | 桑原                                     | 3位                              | 奥田                             | 7位                              | 多田                             |
| 4位                                | 桑原                               | 8位                                | よじょう                           | 4位                                      | 奥田                                     | 8位                                      | トキ                                     | 4位                              | トキ                             | 8位                              | 桑原                             |
| あんた男らしくないのよ！ランキング | あんた男らしくないのよ！ランキング | あんた男らしくないのよ！ランキング | あんた男らしくないのよ！ランキング | あんた何喋ってるか分からない！ランキング | あんた何喋ってるか分からない！ランキング | あんた何喋ってるか分からない！ランキング | あんた何喋ってるか分からない！ランキング |                                  |                                  |                                  |                                  |
| 1位                                | よじょう                           | 5位                                | リリー                             | 1位                                      | 桑原                                     | 5位                                      | 盛山                                     |                                  |                                  |                                  |                                  |
| 2位                                | 桑原                               | 6位                                | トキ                               | 2位                                      | よじょう                                 | 6位                                      | トキ                                     |                                  |                                  |                                  |                                  |
| 3位                                | 盛山                               | 7位                                | 田崎                               | 3位                                      | リリー                                   | 7位                                      | 奥田                                     |                                  |                                  |                                  |                                  |
| 4位                                | 多田                               | 8位                                | 奥田                               | 4位                                      | 多田                                     | 8位                                      | 田崎                                     |                                  |                                  |                                  |                                  |

## 内容
1限目・2限目ともに、優等生に選ばれた生徒には、各曜日の担任・副担任（2018年4月以降）・クラス委員（2017年4月以降）のサイン入り番組特製ステッカーが贈られる（授業によっては、特別講師のサインが加わることもある）。

### 1限目
番組開始当初は、週ごとに「○○楽」と題した統一の課題が用意され、さらに曜日別のテーマを設けて担任が独自の授業を行っていた。その後、水曜が「水曜ラジオドラマ○○楽」、木曜が「テーマメッセージ」に変更。さらに月曜・火曜も2014年9月に生徒からコーナー案を募集し、2014年10月から試用期間を設けての新コーナー候補実施を経て、正式コーナーに決定。以降も各曜日でコーナー変更が行われ、現在に至る。現在放送中のコーナーは太字。また、特別講師としてゲストを迎え、特別授業を行うこともある。
- 月曜：「唯一無二の○○楽」（2014年4月 - 8月）→「私、○○先生を見たよ!」（2014年10月）→「電話のコーナー」（2014年11月 - 2016年3月）→「見取り図さん、どうしてくれるんですか?」（2016年4月 - 6月13日）[143]→「今週のgooランキング」（2016年6月20日 - 2016年11月28日[144]）→「感情トーク」（2016年12月26日[145]・2017年1月16日 - 2021年10月4日[146]）→「あなたの周りのダメな彼氏」（2017年1月9日[147]）→「フリートーク」（2021年10月11日 -）
- 火曜：「知ってはイケない○○楽」（2014年4月 - 8月）→「我が家のなんじゃそりゃ風トピックス」（2014年10月）→「打ち間違い、言い間違い、聞き間違い」（2014年11月）→「四条先生がんばる」（2014年12月 - 2015年9月）→「レシート1週間」（2015年10月6日・12月29日）/「格付け」（2015年10月13日 - 2016年3月15日）/「四条先生→つくねと大喜利対決」（2016年2月23日 - 2018年3月27日）→学天即&みぃに話してほしいテーマ募集（2018年4月3日 - 2023年3月28日）/「あなたの目撃談」（2019年1月29日[148]）→「音楽大喜利」（2019年4月16日[149] - 9月17日）→「よじょうがやりたい10のこと」（2019年9月24日 - 2019年12月31日[150]）→「奥田にさせたい10のこと」（2020年1月21日[151] - 6月16日[152]）→「よじょう→歯石→キャッサバと大喜利対決」（2020年7月28日[153]・8月25日[154]・2021年5月11日[155]）→「おもんの泉」（2020年10月6日[156] - 2023年3月28日）→「メッセージ読もう」（2023年4月11日[157] -）
- 水曜：「理想の○○楽」（2014年4月）→「水曜ラジオドラマ ○○楽」（2014年5月 - 2017年3月）[158]→NMB48メンバーの持ち込み企画（2017年4月 - 2021年1月・2021年3月 -[159]）→「教えて!トキ阪先生」（2020年4月8日[160] - 5月27日）→「NAMBATTLE勝利への道」（2021年2月）
- 木曜：「印象深い○○楽」（2014年4月）→「○○楽」（2014年5月 - 7月）→「テーマメッセージ」（2014年8月 - 2018年3月）→「CHOTTO、私を叱ってください」（2018年4月 - 2019年3月）[161]→ふつおたのコーナー（2019年4月 - 2020年3月）→「ボイパクイズ→ボイパでドン!」（2019年10月31日[162] - 2020年3月26日）→「終わりの会を始めます!」（2020年4月2日[163] -）

### 2限目（日替わりコーナー）

#### 現在
月曜「妄想あるある」（2021年10月18日 -）
お題に対するあるあるを生徒に投稿してもらう。
火曜「カリスマ原田にお悩み相談」（2023年4月18日 -）
生徒から寄せられた悩みに、カリスマ原田が答える。
水曜「みんなでワイワイ！フリートーク」（2018年4月11日 -）
トークテーマが入ったハイテクボックスの中から引いたテーマでトークを繰り広げる。
木曜「公開エゴサーチ」（2020年4月2日 -）
放送中にTwitterでハッシュタグ「#らじこー祇園」をつけて投稿されたツイートをエゴサーチして紹介する。

#### 過去
おい！コラ！（水曜、2014年10月15日 - 2015年3月18日）
電話で出演した生徒がストレスを発散したい対象（人物以外の物でも可）に扮した田崎またはトキに向けて怒りをぶつける。先生側・生徒側が互いに反論し合い、最後にどちらかが笑った時点で終了。制限時間内に勝負がつかなかった時は、みぃの判定で勝者が決まる。また勝負開始のゴングが鳴った後、生徒側から「おい!コラ!○○○（ストレスを発散したい対象）」で口火を切らなかった時は、生徒側の負けとなる。生徒側が勝った（先生側が笑った）場合は、番組特製ステッカーがプレゼントされる（最大5枚まで）。
チャーハン高ないっすか？（水曜、2014年4月16日 - 2015年3月25日）
自分が納得していないと思っていることを報告し合うコーナー。
一番大喜利が面白いのはどこの学生さーん！（木曜、2014年4月3日 - 2015年3月26日）
大喜利のお題に対する答えを生徒に投稿してもらう。タイトルに「学生さーん」と入っているため、投稿の際、学校名（学生ではない生徒は「○○高校のOB」）が必要。5月22日放送分からは、nanapiが運営するスマートフォン向けQ&Aサービス・アンサーから音声での回答も受け付けていた。
らじこー川柳！目指せ！名人（木曜、2015年4月2日 - 2015年5月7日）
テーマに沿った川柳を生徒に投稿してもらう。優等生に10回選ばれた生徒には「名人」の称号が与えられ、iPadまたはApple Watchが贈られることになっていた。
一番大喜利が面白いのはどこの学生さーん！2（木曜、2015年5月14日 - 2015年7月9日）
大喜利のお題に対する答えを生徒に投稿してもらう。タイトルに「学生さーん」と入っているため、投稿の際、学校名（学生ではない生徒は「○○高校のOB」）が必要。
デリナシかずや（火曜、2014年4月8日 - 2015年12月22日）
日々の生活の中でデリカシーに欠けていると思ったことを報告し合うコーナー。生徒からの投稿数が少ないこともあり、特に2015年に入ってからはタイトルコールのみで、その後すぐに「クリぼっちのコーナー」になっていることが多い。ただし、数ヶ月ごとに「デリなしスペシャル」として、通常放送時よりもメッセージの紹介数を増やしている。
ピンポイントあるある（月曜、2014年4月14日 - 2016年3月28日）
天竺鼠がYES-fmで担当していた『ヨシモト*chatterbox!』でも放送されていたコーナー。指定されたテーマと順位に、ピンポイントでハマる「あるある」を生徒から投稿してもらう。2016年9月22日に開催された「よしもとラジオ高校 らじこーフェス!〜中央公会堂で特別授業〜」の中で、「復活!ピンポイントあるある」を実施。事前に募集された「フェスあるある99位」の中から、天竺鼠を含む担任5組10名が各組2つずつ選出し、イベントのブリッジパートで発表。紹介された優等生の生徒10名には、出演芸人全7組のサイン入りのイベントポスターが贈られた。また学天即に代わって臨時担任を務めた2019年4月9日放送分では、この日限定でコーナーが復活し、生徒から「花見あるある83位」を募集。
四条先生がんばる シーズン2（火曜、2016年2月2日 - 2016年3月29日）
四条に頑張ってほしいことを生徒から募集し、それを実践してもらう。1限目で放送されていた「四条先生がんばる」とは異なり、四条が妻との関係回復を図ることが本コーナーの主な目的だったため、夜の営みを達成できた時点で終了となった。
小さなお悩み相談室（水曜、2015年4月8日 - 2016年3月30日）
なかなか人に相談できないような、生徒からの小さな悩み事に、藤崎マーケットとみぃが答え、解決に導いていく。コーナー開始当初は、悩み事が紹介された生徒全員に番組特製ステッカーがプレゼントされていた。
ちょっと聞いて！腹が立ったこトット（月曜、2016年10月23日）
トットが臨時担任を務めた放送日限定のコーナー。生徒から腹が立った話を募集。
ラジオネーム大賞（月曜、2017年1月9日）
和牛が臨時担任を務めた放送日限定のコーナー。和牛の漫才で川西が扮する「まなみちゃん」のようなキャラを水田にも考案し、面白いラジオネームを添えて投稿。
見取リズム楽（月曜、2016年4月4日 - 2017年1月30日）
見取り図が出題したリズムネタの一部を生徒が考えて投稿。
らじこーキュンキュン部（水曜、2016年4月6日 - 2017年3月29日）
恋愛に限らず、些細なことでも、キュンキュンしたエピソードを生徒から募集。キュンキュンエピソードを生電話で直接話すことも可。2018年4月4日放送分で一夜限りの復活を果たした。
私はこう思うんですけど、かまいたちはどう思いますか？（木曜、2015年7月16日 - 2017年3月30日）
生徒からの質問・疑問に、かまいたちが答えるコーナー。質問は必ず「私はこう思うんですけど」で始めて、「かまいたちはどう思いますか？」で締め括らなければならない。
これめっちゃためになりますよ（木曜、2017年4月6日 - 4月13日）
生徒が知っている、または経験した「めっちゃためになったこと」を募集し、ためになったかどうかを山内が判定する。
Hey!Mitorizu（月曜、2017年2月6日 - 8月28日）
Siriみたいに「Hey!○○」と投げかけられた生徒からの質問に対し、盛山、リリー、みぃが答える。
守谷先生のつぅ〜らいなぁ〜（水曜、2017年11月22日・12月6日）
守谷日和が臨時担任を務めた放送日限定のコーナー。生徒から辛かった話を募集し、守谷が5段階の「つぅ〜らいなぁ〜」で判定する。
甘い台詞→キュン台詞（火曜、2014年9月9日 - 2018年3月27日）
女子がキュンキュンするような甘い台詞を生徒から募集し、番組のエンディングで奥田が言う。当初は四条・奥田が自ら台詞を考えて言っていたが、3回目以降は奥田のみが生徒から寄せられた台詞を言っている。2015年3月31日放送でコーナーが休止される予定だったが、その後も不定期で放送されていた。コーナー数の多い火曜日で「クリぼっちのコーナー→ちんちこちんのコーナー」が中心となったことや放送時間の都合もあり、長期間コーナーが休止状態になっても、投稿の募集は続けられていたが、2018年3月で募集終了。
歌詞を作ろう（水曜、2017年4月5日 - 2018年3月28日）
お題となる有名な曲の出だし部分の替え歌にした歌詞を生徒から募集し、その続きの歌詞を藤崎マーケット、みぃ、NMB48メンバーが順に考え、最後に完成した曲を全員で合唱する。
かまいたちさーん！ちょっと聞いてー！（木曜、2017年4月20日 - 2018年3月15日）
生徒からの質問・疑問に、かまいたちが答える。
エピソードの授業・大喜利の授業（水曜、2018年9月19日・火曜、2019年5月14日）
ラフ次元が臨時担任を務めた放送日限定のコーナー。『エピソードの授業』では「緊張してやってしまったミス」（2018年9月19日）・「しょうもないことでしてしまったケンカ」（2019年5月14日）をテーマに生徒からメッセージを募集。『大喜利の授業』では「梅ちゃんを褒める感じでけなしてください！」（2018年9月19日）・「梅ちゃんならこれぐらいで機嫌直すやろ。拗ねてる梅ちゃんに一言かけてください」（2019年5月14日）のお題で生徒から回答を募集。寄せられたメッセージや回答を取り込んで放送時間内に漫才を作り披露した。
写真もないのにInstagram（木曜、2018年4月5日 - 9月27日）
ラジオで写真や動画を見せられない代わりに、生徒から募集したハッシュタグを聞いて、どんな写真や動画なのかを想像してもらう。
二択でドッチちゃん!?（木曜、2018年10月4日 - 2019年8月29日）
トットとみぃが二択の質問で討論するコーナー。生徒からも意見を募集し、負けた方には罰ゲームが課せられる。2020年3月5日放送分では、この日限定でコーナーが復活。
ソラマメ〜空想豆知識〜（月曜：2017年8月18日 - 2019年9月23日）
テーマに沿った豆知識を空想して生徒に投稿してもらう。
ちょい足し名言（月曜：2019年11月4日 - 12月2日）
毎週発表される名言に指定されたちょい足ししたものを生徒に投稿してもらう。
公開エゴサーチ（火曜、2020年3月10日）
祇園が臨時担任を務めた放送日限定のコーナー。Twitterでハッシュタグ「#らじこー祇園」をつけて呟かれた感想をエゴサーチする。
本のタイトルを考えよう!!→タレント本を考えよう（月曜、2020年1月27日 - 3月16日）
出版されそうなタレント本を考え、タイトルと著者が誰なのかを生徒に投稿してもらう。
解決トットちゃん！（木曜、2019年9月5日 - 2020年3月19日）
許せないことやどう対処したらいいかわからないことを生徒から募集し、トットとみぃが解決していく。
うまいんお前やスペシャル（木曜、2020年3月26日）
生徒が電話で直接特技を披露する。
心を一つに！らじこーワンチーム川柳（水曜、2020年4月8日）
生徒からお題を募集し、藤崎マーケットとみぃが川柳を詠む。翌週の4月15日放送分から開始した「早口言葉」が好評を博したため、1週だけのコーナーとなった。
早口言葉（水曜、2018年4月15日 - 5月20日）
番組で用意された早口言葉をみぃが挑戦し、生徒たちが電話でみぃの出したタイムよりいかに早く言えるかを競う。
シンプル大喜利（月曜、2020年3月23日 - 2021年1月25日）
大喜利のお題に対する答えを生徒に投稿してもらう。
究極の二択（月曜、2021年2月1日）
お題に対する二択に対して生徒が選択する。回答内容は大喜利でも本当の選択でも可能。
視聴率100%を目指せ！次週予告（月曜、2021年2月8日・2021年3月8日）
お題の番組が高視聴率を目指せるような次週予告を投稿する。
ベストアンサーを考えよう！（月曜、2021年2月15日）
お題に対するベストアンサーを投稿する。
ぐっすり眠ろう！おやすみ懺悔！ supported by ブレインスリープ（月曜、2021年4月26日 - 5月17日）
後悔していることなどの懺悔を募集し、「MBS（もっともブレインスリープが必要なリスナー）」に選ばれた生徒にはブレインスリープピローがプレゼントされる。番組公式Twitterアカウントをフォローし、対象のツイートをリツイートするだけでも抽選対象となる。
らじこーニュアンス部→ニュアンスキングダム（月曜、2021年2月22日・2021年3月15日 - 9月27日）
お題に対する回答を投稿する。コーナー名は2021年3月22日放送分までは「らじこーニュアンス部」だったが、3月29日放送分から「ニュアンスキングダム」に改められた。
エロく聞こえる言葉→クリぼっちのコーナー→ちんちこちんのコーナー（火曜、2014年9月30日 - 2023年3月28日）
エロく聞こえる様々な言葉（実際にエロい表現は不可）を生徒から募集し、よじょう・奥田・みぃが言ってみる。コーナー名は約1年間「クリぼっち」が使われたが、2015年11月から、名古屋弁で「ものすごく熱い」を意味する「ちんちこちん」に改められた。
レーズン先生への性の相談（火曜、2017年4月18日 - 2023年3月28日）
主に性に関する、人には恥ずかしくて言えない生徒からの悩みにレーズン先生ことよじょうが答える。よじょうは当コーナー限定で「レーズン先生」を名乗る。
居たかもしれない架空芸人（火曜、2023年4月11日）
実在するかもしれない架空の芸人のコンビ名や特徴などを生徒に投稿してもらう。

### その他

#### 現在
愛です！Circle(火曜→月曜)
2014年3月まで『あつまれ!MUSIC COASTER』で放送されていたコーナー。全国学生献血推進実行委員会近畿ブロック（近畿学推）の活動を中心に、献血のさまざまな情報を届ける。2016年4月からは、毎月最終週の放送に芸人が出演し、自ら献血体験してきた模様をリポートする。2017年3月までは火曜に放送されていたが、2017年4月からは月曜に移動。2024年3月25日までは、みぃが担当していたが、2024年4月1日からはNMB48・平山真衣が担当。

#### 過去
風男塾のモテすぎてえらいわ!?(水曜)
2014年3月まで『あつまれ!MUSIC COASTER』で放送されていたコーナー。月替わりで風男塾のメンバーがトークを繰り広げる。また毎月1回、翌週以降の担当メンバーが特別講師として生出演する。2014年9月24日放送で終了。

## 課外授業
FM OSAKA 乃木坂46公開録音&抽選会 in あべのキューズモール
開催日：2014年4月2日（2014年4月9日に一部放送）
開催場所：あべのキューズモール 3F スカイコート
特別講師：乃木坂46（西野七瀬・白石麻衣・川村真洋）
担当：藤崎マーケット・みぃ
よしもとラジオ高校〜らじこー 夏休み課外授業
開催日：2014年8月15日
開催場所：あべのハルカス近鉄本店 8F マチステーション〔1限目〕 / あべのキューズモール 3F スカイコート〔2限目〕
特別講師：バニラビーンズ、ノックチャック、片平里菜〔1限目〕 / KIDS、東京パフォーマンスドール（高嶋菜七・橘二葉）〔2限目〕
担当：天竺鼠〔1限目〕・学天即〔2限目〕・みぃ
よしもとラジオ高校〜らじこー 冬休み課外授業
開催日：2014年12月16日
開催場所：あべのキューズモール 3F スカイコート
特別講師：吉田山田
担当：藤崎マーケット・みぃ
よしもとラジオ高校〜らじこー Super Car Race Series & Kids Traffic Safety School Projects Special
開催日：2015年2月13日（生放送）
開催場所：大阪オートメッセ2015 「Super Car Race Series ＆ Kids Traffic Safety School Projects」ブース 特設ステージ（インテックス大阪3号館）
特別講師：竹内浩典（レーシングドライバー）、夏野愛子（レースクイーン）
担当：かまいたち・学天即・天竺鼠・みぃ（大阪オートメッセ2015会場） / 大塚由美（FM OSAKA本社スタジオ）
よしもとラジオ高校 特別課外授業 恋人の聖地 LOVEコラボスペシャル
開催日：2015年3月22日（2015年3月29日 19:00 - 19:55にFM OSAKAサンデースペシャル枠で放送）
開催場所：神戸淡路鳴門自動車道 淡路サービスエリア
特別講師：IMARU
担当：みぃ
よしもとラジオ高校〜らじこー 課外授業 T.M.Revolution『GIVE ME TENN』スペシャルイベント
開催日：2015年5月14日（2015年5月20日に一部放送）
開催場所：あべのキューズモール 3F スカイコート
特別講師：T.M.Revolution
担当：藤崎マーケット・みぃ
FM OSAKA 遠藤淳のYou've Got a Radio!+らじこー 特別課外授業 映画『俺物語!!』公開録音イベント
開催日：2015年10月16日（2015年10月29日放送の『遠藤淳のYou've Got a Radio!』と当番組にて二部制で放送）
開催場所：あべのキューズモール 3F スカイコート
特別講師：鈴木亮平、永野芽郁、坂口健太郎
担当：かまいたち・遠藤淳
FM OSAKA大晦日スペシャル よしもとラジオ高校〜らじこー in オリックス劇場〜同期ライブ&アキナ牛シュタイン!!最初で最後のカウントダウンLIVE2015!!〜Special Collaboration
開催日：2015年12月31日（生放送）
開催場所：オリックス劇場 楽屋エリア特設ブース
特別講師：天竺鼠、藤崎マーケット、かまいたち、アキナ、和牛、アインシュタイン
担当：学天即・みぃ
らじこー課外授業! 高校生限定『青空エール』試写会
開催日：2016年8月14日（2016年8月15日・8月16日に特集放送）
開催場所：東宝試写室（事前応募による招待制・高校生限定20組40名）
担当：学天即
よしもとラジオ高校 らじこーフェス!〜中央公会堂で特別授業〜
開催日：2016年9月22日
開催場所：大阪市中央公会堂
特別講師：天竺鼠、トット、アインシュタイン、和牛（VTR出演）、横山由依（当時AKB48、VTR出演）、北原里英（当時NGT48、VTR出演）
担当：かまいたち、藤崎マーケット、学天即、見取り図、みぃ
らじこー課外授業! 映画『何者』20代限定試写会
開催日：2016年10月1日（2016年10月3日・10月4日に特集放送）
開催場所：東宝試写室（事前応募による招待制・20代限定20組40名）
担当：学天即
出張らじこー 青空教室 in 龍谷
開催日：2016年11月6日
開催場所：龍谷大学 深草キャンパス
特別講師：シンクロック
担当：見取り図、みぃ
よしもとラジオ高校 らじこー〜公開収録 in 摂津祭
開催日：2016年11月20日（2016年11月22日に一部放送）
開催場所：甲南大学 岡本キャンパス 体育館
特別講師：lol
担当：学天即、みぃ
らじこー課外授業! 映画『ぼくは明日、昨日のきみとデートする』〜見取り図とダブルデート〜
開催日：2016年12月2日
開催場所：東宝試写室（事前応募による招待制・限定2名）
担当：見取り図
イオンモール高の原10周年スペシャルイベント FM OH! よしもとラジオ高校〜らじこー公開収録
開催日：2017年9月28日（2017年10月3日に一部放送 ）
開催場所：イオンモール高の原 2F 平安コート
特別講師：横山由依（AKB48）、大西桃香（AKB48）
担当：学天即・みぃ
『よしもとラジオ高校〜らじこー』秋の特別企画! アイス試食会 & 番組見学会 supported by 明治
開催日：2017年10月19日
開催場所：FM OH!本社（事前応募による招待制・限定5組10名）
担当：かまいたち・みぃ
FM OH! よしもとラジオ高校〜らじこー おでかけらじこーin 万博
開催日：2017年10月29日
開催場所：万博記念公園 お祭り広場
担当：学天即・かまいたち・NMB48（加藤夕夏、川上礼奈、谷川愛梨、堀詩音）・みぃ
※台風接近のため開催中止
よしもとラジオ高校〜らじこー “おでかけKOYABUSONIC SPECIAL”
開催日：2017年11月3日（生放送）
開催場所：インテックス大阪 インテックスプラザ特設ブース
特別講師：吉本新喜劇ィズ（松浦真也・金原早苗）、爆乳三姉妹（服部ひで子・森田まりこ・岡田直子）
担当：みぃ
よしもとラジオ高校 らじこーフェス!〜2017年総決算SP〜
開催日：2017年12月17日
開催場所：YES THEATER
特別講師：ラニーノーズ、ヘンダーソン、キンニクキンギョ、ダブルヒガシ、ネイビーズアフロ、守谷日和
担当：かまいたち、藤崎マーケット、学天即、見取り図、みぃ
渡辺麻友 1st Album “Best Regards!”発売記念 〜1日で3都市巡り！御礼ミニソロライブツアー supported by FM OH! らじこー〜
開催日：2017年12月20日
開催場所：ツイン21 アトリウム（優先観覧エリアは事前応募による招待制・限定5組10名、イベントの模様はLINE LIVEで生配信）
特別講師：渡辺麻友（当時AKB48）
担当：学天即
よしもとラジオ高校〜らじこー『りゅうか夢の種まつりSpecial』
開催日：2018年3月25日（2018年4月15日 19:00 - 19:55にFM OH!サンデースペシャル枠で放送）
開催場所：流通科学大学 野外特設ステージ
トークゲスト：NMB48（大段舞依・加藤夕夏・堀詩音）、DOBERMAN INFINITY（GS・P-CHO・KAZUKI）
ライブゲスト：寿君、SUPER★DRAGON、MACO、Re:Complex
担当：みぃ
FM OH! よしもとラジオ高校〜らじこーGWおでかけ企画 AKB48 in イオンモール高の原 11周年祭スペシャル
開催日：2018年5月3日（2018年5月7日に一部放送）
開催場所：イオンモール高の原 2F 平安コート
トーク&ライブゲスト：AKB48（小田えりな・太田奈緒・山田菜々美・山本瑠香・大西桃香・濱咲友菜）
担当：見取り図・みぃ
らじこー課外授業! 『友罪』試写会
開催日：2018年5月19日（2018年5月17日・5月24日に特集放送）
開催場所：ギャガ試写室（事前応募による招待制・15組30名）
担当：トット
関空旅博2018 FM OH! よしもとラジオ高校〜らじこー presents スペシャルトークショー
開催日：2018年5月19日（2018年5月22日に一部放送）
開催場所：関西国際空港 南広場特設ステージ
担当：学天即・見取り図・みぃ
つくね改名記念 学天即一日店長
開催日：2018年5月27日
開催場所：HIRO FUJIMURA（事前予約優先による2部制・各部36名）
担当：学天即
FM OH! シネマプレビュー 『劇場版ポケットモンスター みんなの物語』大人限定試写会
開催日：2018年7月9日
開催場所：大阪商工会議所 国際会議ホール（事前応募による招待制・18歳以上限定30組60名）
担当：トット
大手前大学オープンキャンパス〜おでかけらじこー in 伊丹〜
開催日：2018年7月21日
開催場所：大手前大学 いたみ稲野キャンパス
担当：学天即、ラフ次元、みぃ
よしもとラジオ高校 らじこーフェス!〜真夏の特別授業SP〜
開催日：2018年8月17日
開催場所：YES THEATER
担当：藤崎マーケット、学天即、見取り図、トット、みぃ
らじこー課外授業! 『億男』試写会
開催日：2018年10月3日
開催場所：東宝試写室（事前応募による招待制・20組40名）
担当：藤崎マーケット
よしもとラジオ高校〜らじこー秋の課外授業「お出かけらじこー in 大阪芸大」
開催日：2018年11月4日
開催場所：大阪芸術大学 12号館下
担当：見取り図、みぃ
らじこーフェス〜5周年だよ！全員集合〜
開催日：2019年3月2日
開催場所：COOL JAPAN PARK OSAKA TTホール
担当：藤崎マーケット、学天即、見取り図、トット、みぃ
ゲスト：天竺鼠、NMB48（城恵理子・加藤夕夏）
FM OH! よしもとラジオ高校〜らじこー 春休みおでかけSpecial NMB48 in イオンモール高の原
開催日：2019年3月21日
開催場所：イオンモール高の原 2F 平安コート
トーク&ライブゲスト：NMB48（小嶋花梨・加藤夕夏・川上千尋・石田優美・東由樹・河野奈々帆）
担当：ラフ次元・みぃ
よしもとラジオ高校〜らじこー春の課外授業「お出かけらじこーin神戸教育短大」
開催日：2019年3月24日
開催場所：神戸教育短期大学 体育館
担当：見取り図、武者武者、ポップマン、みぃ
出張! よしもとラジオ高校〜らじこー
開催日：2019年4月4日（新入生歓迎会1部で開催）
開催場所：大阪樟蔭女子大学 体育館
担当：学天即、みぃ
FM OH! おでかけらじこー よしもとラジオ高校〜らじこー 吉本坂46公開録音
開催日：2019年5月11日（2019年5月16日に一部放送）
開催場所：TONBORI BASE Cafe&Info
ゲスト：吉本坂46（スイートMONSTER：♡さゆり・山本圭壱、選抜：遠藤章造・河本準一）
担当：トット・みぃ
爆笑“BUZZる”コレクション supported by FM OH!「よしもとラジオ高校～らじこー」
開催日：2019年7月14日
開催場所：ATCホール Cホール
出演：見取り図、ビスケットブラザーズ、紅しょうが
担当：みぃ
よしもと大笑い祭り らじこーフェス!vol.5でゴーゴゴー!!
開催日：2019年10月21日
開催場所：COOL JAPAN PARK OSAKA TTホール
出演：藤崎マーケット、学天即、見取り図、トット、かまいたち、天竺鼠、みぃ
よしもとラジオ高校〜らじこー秋の課外授業「お出かけらじこー in 大阪芸大」
開催日：2019年11月4日
開催場所：大阪芸術大学 9号館前広場
担当：藤崎マーケット、ミルクボーイ、みぃ
よしもと大笑い祭り らじこーフェス!vol.6
開催日：2020年10月4日
開催場所：COOL JAPAN PARK OSAKA TTホール
出演：藤崎マーケット、学天即、祇園、見取り図、みぃ
よしもとラジオ高校〜らじこー「お出かけらじこー in 奈良学園大学」
開催日：2022年5月15日
開催場所：奈良学園大学（事前申込による招待制・高校生限定先着100名）
担当：祇園、ラニーノーズ、天才ピアニスト、みぃ
らじこー 春の課外授業 in コムズガーデン
開催日：2023年3月21日
開催場所：京橋コムズガーデン 広場特設ステージ
特別講師：ドーナツ・ピーナツ、いつもたいしゃ
担当：藤崎マーケット〔第1部〕・ガクテンソク〔第2部〕・みぃ
よしもとラジオ高校～らじこー 卒業スペシャル
開催日：2024年3月27日
開催場所：COOL JAPAN PARK OSAKA SSホール
出演：藤崎マーケット、ビスケットブラザーズ、祇園、吉田たち、みぃ、天竺鼠（VTR出演）、ガクテンソク（VTR出演）、かまいたち（VTR出演）、多田智佑（トット、VTR出演）

## オンラインライブ
FM大阪Youtubeチャンネルで配信。一部イベントは吉本興業プロデュースのクラウドファンディングサービス・SILKHAT（現・FANY Crowdfunding）内で立ち上げられた当該プロジェクトへの支援者のみが視聴可能。
よしもとラジオ高校らじこー“始めの会” ON LINE LIVE
開催日：2020年8月27日
担当：祇園・みぃ
※SILKHATで配信
FM大阪ON LINEらじこー「らじこーでいろいろな企画を作りた～い!!」
開催日：2020年10月1日
担当：学天即・みぃ
※SILKHATで配信
らじこーON LINE企画「みぃタンヌーボ」
開催日：2020年11月18日
担当：みぃ・前田彩名・中島静香
※SILKHATで配信
大阪芸術大学presents「ココロでんぱ～FM大阪・らじこーコラボスペシャル!～」第1弾
開催日：2020年11月2日
担当：見取り図・みぃ
ゲスト：マユリカ・ねこ屋敷（第1部）、ミルクボーイ（第2部）
※FM大阪Youtubeチャンネルで配信の他、第2部は生放送
大阪芸術大学presents「ココロでんぱ～FM大阪・らじこーコラボスペシャル!～」第2弾
開催日：2020年12月10日
担当：祇園・みぃ
ゲスト：ラニーノーズ（第1部）、寿司くん（第2部）
※FM大阪Youtubeチャンネルで配信の他、第2部は生放送

## 校歌
らじこーの校歌を制作することとなり、空想委員会の委員長・三浦隆一に楽曲制作を依頼。各曜日の担任およびみぃから寄せられた歌詞に入れてほしいフレーズを全て採り入れて一番、生徒から寄せられたフレーズの中からいくつかを採り入れた形で二番が制作された。2014年9月4日放送分で「輝けらじこーの星」のタイトルが発表され、フルコーラスが初オンエアされた。
2023年4月7日、空想委員会の公式サイトで三浦が4月3日に死去したことが発表され、番組公式Twitterに追悼のツイートが投稿された.